# Ull de foc de Bahia
L'ull de foc de Bahia (Pyriglena atra) és una espècie d'ocell de la família dels tamnofílids (Thamnophilidae) que habita els boscos de les terres baixes de l'est del Brasil a la llarga de la costa nord-est de l'estat de Bahia.